# Johann Anton Weinmann
Johann Anton Weinmann (ros. Иван Андреевич Вейнман,  ur. 23 grudnia 1782 w Würzburgu, zm. 5 sierpnia 1858 w Pawłowsku) – urodzony w Niemczech a pracujący w Rosji botanik i mykolog.
Johann Anton Weinmann od 1803 r. był głównym ogrodnikiem nowo powstałego ogrodu botanicznego w Dorpacie, a od 1823 r. inspektorem ogrodu cesarzowej Marii Fiodorowej w Pawłowsku koło Petersburga. M.in. opublikował Florę, w której opracował klucz do identyfikacji licznych gatunków roślin dwuliściennych. Zajmował się także grzybami.
Przy nazwach naukowych utworzonych przez niego taksonów dodawany jest skrót jego nazwiska Weinm.

## Wybrane publikacje
1. Elenchus plantarum horti Imperialis Pawlowsciensis et agri Petropolitani, St. Petersburg 1824.
2. Hymeno- et Gasteromycetes hujusque in imperio Rossico observatas recensuit, St. Petersburg 1836.
3. Enumeratio stirpium in agro Petropolitano sponte crescentium, St. Petersburg 1837.